# 中巨摩郡

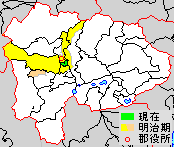
山梨県中巨摩郡の範囲（緑：昭和町 薄黄：後に他郡に編入された区域）

中巨摩郡（なかこまぐん）は、山梨県の郡。
人口21,712人、面積9.08km²、人口密度2,391人/km²。（2025年2月1日、推計人口）。
以下の1町を含む。
- 昭和町（しょうわちょう）

## 郡域
1878年（明治11年）に発足した当時の郡域は、上記1町のほか、以下の区域にあたる。
- 南アルプス市
- 甲斐市の大部分（下今井、龍地、大垈、團子新居以西を除く）
- 甲府市の一部（概ね荒川以西および黒平町）
- 中央市の一部（笛吹川以北）
- 南巨摩郡富士川町の一部（平林）

山梨県内では公的機関の所在・管轄する地域を示す名称の一部として、南アルプス市域が峡西（きょうさい）、中央市域が峡中（きょうちゅう）とも呼ばれる場合がある。

## 歴史

### 郡発足までの沿革
- 「旧高旧領取調帳」に記載されている、巨摩郡のうち後の当郡域の、明治初年時点での支配は以下の通り。●は村内に寺社領が、○は寺社除地[1]が存在。（153村）

| 知行   | 知行       | 村数 | 村名 |
| ------ | ---------- | ---- | --- |
| 幕府領 | 市川代官所 | 81村 | ●和泉村、●飯野村、今福新田、●今福村、井ノ口村、一町畑村、鋳物師屋村、荊沢村、西花輪村、●西新居村、堀之内村、●西下条村、●徳永村、●藤田村、●戸田村、●百々村、大田和村、●乙黒村、●大津村、●落合村、大嵐村、河西村、河東中島村、●紙漉阿原村、●上河東村、高室村、●鏡中条村、○上今諏訪村、●上高砂村、川上村、●田島村、●築山村、●六科村、臼井阿原村、●野牛島村、山之神村、馬籠村、●布施村、町之田村、藤巻村、駒場村、極楽寺村、安通村、●芦倉村、●秋山村、浅原村、●湯沢村、●宮沢村、塩前村、有野村、●下三条村、●下河東村、円満寺村、東花輪村、●須沢村、関口村、中楯村、●西野村、●上宮地村、●上三条村、●在家塚村、●宮原村、下今井村、●下今諏訪村、●下高砂村、上今井村、●榎原村、●桃園村、●上八田村、●吉田村、●二日市場村、●成島村、●小笠原村、●山寺村、高尾村、●東南湖村、高田新田、西南湖村、●中条村、●曲輪田村、古市場村 |
| 幕府領 | 甲府代官所 | 57村 | 猪狩村、●西八幡村、●徳行村、●富竹村、富竹新田、千田村、○竜王下河原村、●長松寺村、●○竜王村、竜王新町、●大下条村、●飯喰村、●押越村、大久保村、●亀沢村、●上条新居村、上菅口村、上福沢村、上芦沢村、金竹新田、●金竹村、●上石田村、●上小河原村、●玉川村、高畑村、高町村、草鹿沢村、築地新居村、長塚村、●中村、●中下条村、漆戸村、打返村、●牛句村、●後屋村、黒平村、窪中島村、●万歳村、古上条村、天狗沢村、安寺村、●荒川村、●西条村、境村、●吉沢村、●御岳村、下菅口村、獅子平村、下福沢村、下芦沢村、●篠原村、●下石田村、下飯田村、●島上条村、●下宮地村、清水新居村、神戸村 |
| 幕府領 | 田安徳川家 | 15村 | ●古市場村、●平岡村、●十日市場村、●寺部村、●加賀美村、●江原村、●鮎沢村、●大師村、●清水村、●塚原村、●上市之瀬村、●平林村、下市之瀬村、●上野村、●中野村 |

- 慶応4年
  - 5月24日（1868年7月13日） - 田安徳川家が立藩して田安藩となる。
  - 9月4日（1868年10月19日） - 市川代官所・甲府代官所の管轄地がそれぞれ市川県・府中県の管轄となる。
  - 10月28日（1868年12月11日） - 田安藩領を除く全域が甲斐府の管轄となる。
- 明治2年
  - 7月20日（1869年8月27日） - 甲斐府が甲府県に改称。
  - 12月26日（1870年1月27日） - 田安藩が廃藩。
- 明治3年
  - 旧・田安藩領が正式に甲府県の管轄となる。
  - 11月20日（1871年1月10日） - 甲府県が山梨県に改称。
- 明治7年（1874年）から明治8年（1875年）にかけて下記の町村の統合が行われる。カッコ内は統合時期。（52村）

- 竜王村 ← 竜王村、竜王新町、富竹新田、篠原村、万歳村（明治8年10月）
- 豊明村 ← 西八幡村、玉川村（明治8年1月）
- 松島村 ← 長塚村、大下条村、中下条村、島上条村、天狗沢村（明治8年1月）
- 福岡村 ← 境村、牛句村、大久保村（明治8年1月）
- 池田村 ← 荒川村、中村、金竹村、長松寺村、金竹新田、下飯田村（明治8年1月）
- 睦沢村 ← 亀沢村、打返村、漆戸村、獅子平村、上菅口村、下菅口村（明治7年8月30日）
- 吉沢村 ← 吉沢村、千田村（明治7年8月）
- 清川村 ← 上芦沢村、下芦沢村、上福沢村、下福沢村、神戸村、安寺村（明治7年8月）
- 貢川村 ← 竜王下河原村、富竹村、徳行村、上石田村（明治8年6月）
- 豊住村 ← 下石田村、高畑村、上小河原村（明治7年8月）
- 富田村 ← 上条新居村、古上条村、後屋村（明治7年8月）
- 大里村 ← 窪中島村、関口村、中条村、二日市場村、古市場村、円満寺村（明治7年8月）
- 鎌田村 ← 宮原村、堀之内村、高室村（明治7年8月）
- 二川村 ← 西下条村、大津村（明治7年10月）
- 稲積村 ← 井ノ口村、西新居村、中楯村、成島村（明治7年7月）、極楽寺村、乙黒村（明治8年8月）
- 畷村 ← 下河東村、町之田村、一町畑村（明治8年9月）
- 三条村 ← 上三条村、下三条村（明治7年10月）
- 西条村 ← 清水新居村、西条村、西条新田村（明治7年8月30日）
- 押原村 ← 押越村、紙漉阿原村、河東中島村（明治7年10月24日）
- 常永村 ← 築地新居村、築地新田、飯喰村、河西村、上河東村（明治8年1月19日）
- 小井川村 ← 山之神村、布施村（明治8年1月19日）
- 花輪村 ← 臼井阿原村、西花輪村、東花輪村（明治8年1月19日）
- 忍村 ← 大田和村、馬籠村、藤巻村、今福村、今福新田（明治8年1月19日）
- 宮本村 ← 猪狩村、高町村、御岳村、草鹿沢村、黒平村（明治7年8月）
- 御影村 ← 六科村、野牛島村、上高砂村（明治8年4月14日）
- 田之岡村 ← 下高砂村、榎原村、徳永村（明治8年7月5日）
- 源村 ← 有野村、塩前村、大嵐村、須沢村、駒場村、築山村（明治8年1月27日）
- 芦安村 ← 芦倉村、安通村（明治8年1月27日）
- 百田村 ← 百々村、上八田村（明治8年1月27日）
- 豊村 ← 沢登村、十五所村、上今井村、吉田村（明治8年1月）
- 三恵村 ← 十日市場村、寺部村、加賀美村（明治8年1月25日）
- 明穂村 ← 小笠原村、桃園村、山寺村（明治8年4月）
- 榊村 ← 曲輪田村、上宮地村、高尾村、平岡村（明治8年1月）
- 野々瀬村 ← 上市之瀬村、下市之瀬村、中野村、上野村、鋳物師屋村（明治7年10月）
- 大井村 ← 江原村、下宮地村、鮎沢村、古市場村（明治8年7月5日）
- 五明村 ← 清水村、大師村、荊沢村、宮沢村、戸田村（明治8年1月19日）
- 南湖村 ← 田島村、和泉村、西南湖村、東南湖村、高田新田（明治8年1月29日）

- 明治8年（1875年）8月 - 豊明村が改称して玉幡村となる。

### 郡発足後の沿革
- 明治11年（1878年）12月19日 - 郡区町村編制法の山梨県での施行により、巨摩郡のうち52村の区域をもって中巨摩郡が発足。郡役所を竜王村に設置。

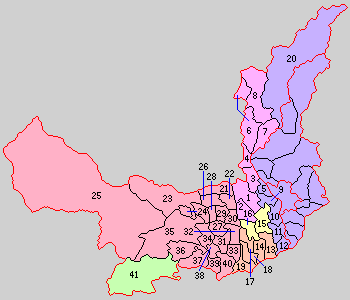
1.竜王村 2.玉幡村 3.松島村 4.福岡村 5.池田村 6.睦沢村 7.吉沢村 8.清川村 9.貢川村 10.国母村 11.大鎌田村 12.二川村 13.稲積村 14.三町村 15.西条村 16.常永村 17.小井川村 18.花輪村 19.忍村 20.宮本村 21.御影村 22.田之岡村 23.源村 24.飯野村 25.芦安村 26.百田村 27.豊村 28.在家塚村 29.西野村 30.今諏訪村 31.三恵村 32.鏡中条村 33.藤田村 34.明穂村 35.榊村 36.野々瀬村 37.落合村 38.大井村 39.五明村 40.南湖村 41.平林村（紫：甲府市 赤：南アルプス市 桃：甲斐市 橙：中央市 黄：昭和町 緑：南巨摩郡富士川町）

- 明治22年（1889年）7月1日 - 町村制の施行により、以下の町村が発足。［ ］は改めて再編された町村。（41村）
  - 竜王村、玉幡村、松島村、福岡村（現・甲斐市）
  - 池田村（現・甲府市）
  - 睦沢村、吉沢村、清川村（現・甲斐市）
  - 貢川村、国母村［豊住村・富田村］、大鎌田村［大里村・鎌田村］、二川村（現・甲府市）
  - 稲積村 、三町村［畷村・三条村］（現・中央市）
  - 西条村［西条村・押原村］、常永村（現・昭和町）
  - 小井川村、花輪村、忍村（現・中央市）
  - 宮本村（現・甲府市）
  - 御影村、田之岡村、源村、飯野村、芦安村、百田村、豊村、在家塚村、西野村、今諏訪村［上今諏訪村・下今諏訪村］、三恵村、鏡中条村［鏡中条村・下今井村］、藤田村［藤田村・浅原村］、明穂村、榊村、野之瀬村［野々瀬村］、落合村［塚原村・湯沢村・秋山村・川上村・落合村］、大井村、五明村、南湖村（現・南アルプス市）
  - 平林村（現・南巨摩郡富士川町）
- 明治24年（1891年）8月1日 - 郡制を施行。
- 大正12年（1923年）3月31日 - 郡会が廃止。郡役所は存続。
- 大正15年（1926年）6月30日 - 郡役所が廃止。以降は地域区分名称となる。
- 昭和2年（1927年）4月1日 - 松島村・福岡村が合併して敷島村が発足。（40村）
- 昭和11年（1936年）7月1日 - 明穂村が町制施行・改称して小笠原町となる。（1町39村）
- 昭和12年（1937年）8月1日（1町35村）
  - 国母村・貢川村が甲府市に編入。
- 昭和16年（1941年）2月11日 - 小井川村・花輪村・忍村が合併して田富村が発足。
- 昭和17年（1942年）7月1日 - 西条村・常永村が合併して昭和村が発足。（1町34村）
- 昭和21年（1946年）10月17日 - 敷島村が町制施行して敷島町となる。（2町33村）
- 昭和24年（1949年）12月1日 - 池田村が甲府市に編入。（2町32村）
- 昭和26年（1951年）7月1日 - 飯野村・在家塚村が合併して巨摩町が発足。（3町30村）
- 昭和29年（1954年）
  - 3月10日 - 三恵村・鏡中条村・藤田村が合併して若草村が発足。（3町28村）
  - 4月1日（3町23村）
    - 巨摩町・百田村・西野村・今諏訪村が合併して白根町が発足。
    - 小笠原町・榊村・野之瀬村が合併して櫛形町が発足。

  - 6月1日 - 平林村が南巨摩郡増穂町に編入。（3町22村）
  - 10月17日（3町16村）
    - 大鎌田村・二川村・宮本村が甲府市に編入。
    - 敷島町・睦沢村・清川村・吉沢村が合併し、改めて敷島町が発足。
- 昭和30年（1955年）
  - 3月20日 - 三町村・稲積村が合併して玉穂村が発足。（3町15村）
  - 4月1日 - 落合村・大井村・五明村・南湖村が合併して甲西町が発足。（4町11村）
- 昭和31年（1956年）
  - 5月3日 - 御影村・田之岡村が合併して八田村が発足。（4町10村）
  - 9月30日 - 竜王村・玉幡村が合併して竜王町が発足。（5町8村）
- 昭和32年（1957年）11月1日 - 源村の一部（大字曲輪田新田・飯野新田・築山）が白根町に編入。
- 昭和34年（1959年）
  - 5月1日 - 源村が白根町に編入。（5町7村）
  - 10月1日 - 若草村が町制施行して若草町となる。（6町6村）
- 昭和35年（1960年）4月1日 - 豊村が櫛形町に編入。（6町5村）
- 昭和43年（1968年）4月1日 - 田富村が町制施行して田富町となる。（7町4村）
- 昭和46年（1971年）4月1日 - 昭和村が町制施行して昭和町となる。（8町3村）
- 昭和60年（1985年）4月1日 - 玉穂村が町制施行して玉穂町となる。（9町2村）
- 平成15年（2003年）4月1日 - 櫛形町・若草町・白根町・甲西町・八田村・芦安村が合併して南アルプス市が発足し、郡より離脱。（5町）
- 平成16年（2004年）9月1日 - 竜王町・敷島町が北巨摩郡双葉町と合併して甲斐市が発足し、郡より離脱。（3町）
- 平成18年（2006年）2月20日 - 田富町・玉穂町が東八代郡豊富村と合併して中央市が発足し、郡より離脱。（1町）

### 変遷表
| 明治22年以前 | 明治22年4月1日           | 明治22年 - 昭和20年          | 昭和21年 - 昭和28年                 | 昭和29年 - 昭和33年         | 昭和34年 - 昭和61年         | 昭和61年 - 平成18年 | 現在   |
| ------------ | ------------------------ | ---------------------------- | ----------------------------------- | --------------------------- | --------------------------- | ------------------- | ------ |
|              | 国母村                   | 昭和12年8月1日 甲府市に編入  | 甲府市                              | 甲府市                      | 甲府市                      | 甲府市              | 甲府市 |
| 貢川村       |                          | 昭和12年8月1日 甲府市に編入  | 甲府市                              | 甲府市                      | 甲府市                      | 甲府市              | 甲府市 |
| 池田村       | 池田村                   | 昭和24年12月1日 甲府市に編入 |                                     | 甲府市                      | 甲府市                      | 甲府市              | 甲府市 |
| 大鎌田村     | 大鎌田村                 | 大鎌田村                     | 昭和29年10月17日 甲府市に編入       |                             | 甲府市                      | 甲府市              | 甲府市 |
| 二川村       | 二川村                   | 二川村                       | 昭和29年10月17日 甲府市に編入       |                             | 甲府市                      | 甲府市              | 甲府市 |
| 宮本村       | 宮本村                   | 宮本村                       | 昭和29年10月17日 甲府市に編入       |                             | 甲府市                      | 甲府市              | 甲府市 |
| 明穂村       | 昭和11年7月11日 小笠原町 | 小笠原町                     | 昭和29年4月1日 櫛形町               | 櫛形町                      | 平成15年4月1日 南アルプス市 | 南アルプス市        |        |
| 榊村         | 榊村                     | 榊村                         | 昭和29年4月1日 櫛形町               | 櫛形町                      | 平成15年4月1日 南アルプス市 | 南アルプス市        |        |
| 野之瀬村     | 野之瀬村                 | 野之瀬村                     | 昭和29年4月1日 櫛形町               | 櫛形町                      | 平成15年4月1日 南アルプス市 | 南アルプス市        |        |
| 豊村         | 豊村                     | 豊村                         | 豊村                                | 昭和35年4月1日 櫛形町に編入 | 平成15年4月1日 南アルプス市 | 南アルプス市        |        |
| 三恵村       | 三恵村                   | 三恵村                       | 昭和29年3月10日 若草村              | 昭和34年10月1日 町制施行    | 平成15年4月1日 南アルプス市 | 南アルプス市        |        |
| 鏡中條村     | 鏡中條村                 | 鏡中條村                     | 昭和29年3月10日 若草村              | 昭和34年10月1日 町制施行    | 平成15年4月1日 南アルプス市 | 南アルプス市        |        |
| 藤田村       | 藤田村                   | 藤田村                       | 昭和29年3月10日 若草村              | 昭和34年10月1日 町制施行    | 平成15年4月1日 南アルプス市 | 南アルプス市        |        |
| 飯野村       | 飯野村                   | 昭和26年7月1日 巨摩町        | 昭和29年4月1日 白根町               | 白根町                      | 平成15年4月1日 南アルプス市 | 南アルプス市        |        |
| 在家塚村     | 在家塚村                 | 昭和26年7月1日 巨摩町        | 昭和29年4月1日 白根町               | 白根町                      | 平成15年4月1日 南アルプス市 | 南アルプス市        |        |
| 百田村       | 百田村                   | 百田村                       | 昭和29年4月1日 白根町               | 白根町                      | 平成15年4月1日 南アルプス市 | 南アルプス市        |        |
| 西野村       | 西野村                   | 西野村                       | 昭和29年4月1日 白根町               | 白根町                      | 平成15年4月1日 南アルプス市 | 南アルプス市        |        |
| 今諏訪村     | 今諏訪村                 | 今諏訪村                     | 昭和29年4月1日 白根町               | 白根町                      | 平成15年4月1日 南アルプス市 | 南アルプス市        |        |
| 源村         | 源村                     | 源村                         | 源村                                | 昭和34年5月1日 白根町に編入 | 平成15年4月1日 南アルプス市 | 南アルプス市        |        |
| 落合村       | 落合村                   | 落合村                       | 昭和29年4月1日 甲西町               | 甲西町                      | 平成15年4月1日 南アルプス市 | 南アルプス市        |        |
| 大井村       | 大井村                   | 大井村                       | 昭和29年4月1日 甲西町               | 甲西町                      | 平成15年4月1日 南アルプス市 | 南アルプス市        |        |
| 五明村       | 五明村                   | 五明村                       | 昭和29年4月1日 甲西町               | 甲西町                      | 平成15年4月1日 南アルプス市 | 南アルプス市        |        |
| 南湖村       | 南湖村                   | 南湖村                       | 昭和29年4月1日 甲西町               | 甲西町                      | 平成15年4月1日 南アルプス市 | 南アルプス市        |        |
| 御影村       | 御影村                   | 御影村                       | 昭和31年5月3日 八田村               | 八田村                      | 平成15年4月1日 南アルプス市 | 南アルプス市        |        |
| 田之岡村     | 田之岡村                 | 田之岡村                     | 昭和31年5月3日 八田村               | 八田村                      | 平成15年4月1日 南アルプス市 | 南アルプス市        |        |
| 芦安村       | 芦安村                   | 芦安村                       | 芦安村                              | 芦安村                      | 平成15年4月1日 南アルプス市 | 南アルプス市        |        |
| 松島村       | 昭和2年4月1日 敷島村     | 昭和21年10月17日 町制施行    | 敷島町                              | 敷島町                      | 平成16年9月1日 甲斐市       | 甲斐市              |        |
| 福岡村       | 昭和2年4月1日 敷島村     | 昭和21年10月17日 町制施行    | 敷島町                              | 敷島町                      | 平成16年9月1日 甲斐市       | 甲斐市              |        |
| 睦沢村       | 睦沢村                   | 睦沢村                       | 昭和29年4月1日 敷島町に編入         | 敷島町                      | 平成16年9月1日 甲斐市       | 甲斐市              |        |
| 清川村       | 清川村                   | 清川村                       | 昭和29年4月1日 敷島町に編入         | 敷島町                      | 平成16年9月1日 甲斐市       | 甲斐市              |        |
| 吉沢村       | 吉沢村                   | 吉沢村                       | 昭和29年4月1日 敷島町に編入         | 敷島町                      | 平成16年9月1日 甲斐市       | 甲斐市              |        |
| 竜王村       | 竜王村                   | 竜王村                       | 昭和31年5月3日 竜王町               | 竜王町                      | 平成16年9月1日 甲斐市       | 甲斐市              |        |
| 玉幡村       | 玉幡村                   | 玉幡村                       | 昭和31年5月3日 竜王町               | 竜王町                      | 平成16年9月1日 甲斐市       | 甲斐市              |        |
| 小井川村     | 昭和12年8月1日 田富村    | 田富村                       | 田富村                              | 昭和43年4月1日 町制施行     | 平成18年2月20日 中央市      | 中央市              |        |
| 花輪村       | 昭和12年8月1日 田富村    | 田富村                       | 田富村                              | 昭和43年4月1日 町制施行     | 平成18年2月20日 中央市      | 中央市              |        |
| 忍村         | 昭和12年8月1日 田富村    | 田富村                       | 田富村                              | 昭和43年4月1日 町制施行     | 平成18年2月20日 中央市      | 中央市              |        |
| 三町村       | 三町村                   | 三町村                       | 昭和30年3月20日 玉穂村              | 昭和60年4月1日 町制施行     | 平成18年2月20日 中央市      | 中央市              |        |
| 稲積村       | 稲積村                   | 稲積村                       | 昭和30年3月20日 玉穂村              | 昭和60年4月1日 町制施行     | 平成18年2月20日 中央市      | 中央市              |        |
| 西條村       | 昭和12年8月1日 昭和村    | 昭和村                       | 昭和村                              | 昭和46年4月1日 町制施行     | 昭和町                      | 昭和町              |        |
| 常永村       | 昭和12年8月1日 昭和村    | 昭和村                       | 昭和村                              | 昭和46年4月1日 町制施行     | 昭和町                      | 昭和町              |        |
| 平林村       | 平林村                   | 平林村                       | 昭和29年6月1日 南巨摩郡増穂町に編入 | 南巨摩郡 増穂町             | 南巨摩郡 増穂町             | 南巨摩郡 富士川町   |        |

## 行政
歴代郡長
| 代 | 氏名 | 就任年月日                 | 退任年月日                | 備考                   |
| -- | ---- | -------------------------- | ------------------------- | ---------------------- |
| 1  |      | 明治11年（1878年）12月19日 |                           |                        |
|    |      |                            | 大正15年（1926年）6月30日 | 郡役所廃止により、廃官 |